# Coconut Creek
Coconut Creek – miasto w Stanach Zjednoczonych, w stanie Floryda, w hrabstwie Broward.